# 中山由佳
中山 由佳（なかやま ゆか、1973年〈昭和48年〉5月31日 - ）は、元福島中央テレビのアナウンサー。

## 略歴
福井県福井市出身。1996年に福島中央テレビに入社。同期の大野智子とともに同局のアナウンサーになる。
在籍中、2000年から2007年まで8年連続で日本テレビの特別番組『ニュースの女王決定戦』にスタジオ出演していた。これは、2007年時点における番組史上最多の出演記録である。福島中央テレビがアナログ放送を行っていた頃には、アナウンス業務と並行して地上デジタル放送推進大使も務めていた。2009年11月14日に郡山市中央図書館で行われた「地球温暖化フォーラム2009」では司会を務めた。
2012年9月に結婚。そして同年12月をもって福島中央テレビを退社することを、同局公式サイト内に設けられていた自身のブログと『ゴジてれ Chu !』の公式Twitterアカウントを通じて公表した。また、ブログでは妊娠していることも公表した。
退社から6年後の2019年4月3日、同日夜に福島中央テレビでも放送された日本テレビの『衝撃のアノ人に会ってみた! レギュラー決定SP』に元福島中央テレビアナウンサーの1人として出演した。
2021年6月、大野智子がアナウンス職から他部署への異動に伴い行われたYouTubeライブにサプライズとしてリモート出演。退社した今でも大野とは定期的に連絡を取っていることを明かした。

## 担当番組
- ゴジてれシャトル[2] - 「どこだべ旅情」「わらしべ放浪記」リポーター（サブMC就任以前）、サブMC（2006年5月8日 - 2008年3月29日）
- FCTニュース - 不定期出演
- ギュ〜っと ゴジてれ!土曜版 - サブMC（1999年4月 - 2002年3月）、メインMC（2002年4月 - 2004年10月9日）
- ゴジてれ金曜スタイル - メインMC（2004年10月15日 - 2006年5月5日）
- ゴジてれ Chu ! - 16時台のニュース担当兼18時台のサブキャスター（2008年3月31日 - 2012年12月27日）